# Покрајина Бискаја
Покрајина Бискаја (шп. Provincia de Vizcaya) је покрајина Шпаније у аутономној заједници Баскија. Главни град је Билбао.